# Chris Parnell
Thomas Christopher Parnell (Memphis, Tennessee, 1967. február 5. –) amerikai humorista, színész. A Saturday Night Live szereplőgárdájának tagja volt 1998-tól 2006-ig, illetve Leo Spaceman szerepét játszotta A stúdióban. Szinkronszínészként is tevékenykedik, ő szólaltatta meg többek között Cyril Figgis karakterét az Archerben, Jerry Smith karakterét a Rick és Morty-ban, és a WordGirl narrátora. Ezek mellett ő a "Progressive Box" hangja is a Progressive Corporation biztosítótársaság reklámjaiban.

## Életpályája
Baptista családba született.  A Southern Baptist Educational Center tanulója volt, és a Germantown High School tanulójaként érettségizett. 17 éves korabany kezdte értékelni a színészet. A University of North Carolina School of the Arts-on diplomázott színészetből. Ezután Houstonba költözött, hogy az Alley Theatre gyakornoki programjára jelentkezzen, de ez végül sikertelen volt. Így visszaköltözött szülővárosába és a középiskolában tanított egy évig. Ezután Los Angelesbe költözött, és jelentkezett a The Groundlings nevű improvizációs csapatba.
Eleinte reklámokban szerepelt, majd kisebb szerepeket kapott olyan sitcomokban, mint a Seinfeld és a Murphy Brown. Ezután felkérték őt, hogy csatlakozzon a SNL szereplőgárdához. Először 1998. szeptember 26.-án tűnt fel a műsorban.

## Filmjei
- Hull a pelyhes (1996)
- Szeleburdi Susan (1996-1998)
- Caroline New Yorkban (1998)
- Saturday Night Live (1998-2012)
- A csajozás ásza (2000)
- Jóbarátok (2001)
- Pokolba a szerelemmel (2003)
- Szexi party (2003)
- Ginger naplója (2003)
- Földöntúli ramazuri (2003)
- A híres Ron Burgundy legendája (2004)
- Szívek hullámhosszán (2006)
- Eszement szerelem (2006)
- A stúdió (2006-2013)
- Kabluey, a kék kabala (2007)
- Az örök kaszkadőr (2007)
- A lankadatlan – A Dewey Cox sztori (2007)
- WordGirl (2007-2014)
- Ryan Reynolds, a képzelt szuperhős (2009)
- Kismamának áll a világ (2009)
- Glenn Martin DDS (2009-2010)
- Archer (2009-2021)
- Dilinyósok (2010)
- Az élet és Tim (2010)
- Halálosan komolytalan (2010-2011)
- Eureka (2010-2011)
- Négy szingli, egy eset (2011)
- Válaszolj! (2011)
- A munka hősei (2011)
- Zűrös szerelmek (2011)
- Félig üres (2011)
- S.T.R.A.M.M. – A kém kutya (2011)
- Vissza a gatyámat! (2011-2012)
- Kertvárosba száműzve (2011-2014)
- 21 Jump Street – A kopasz osztag (2012)
- Ötéves jegyesség (2012)
- A diktátor (2012)
- Rejtélyek városkája (2012)
- Hotel Transylvania – Ahol a szörnyek lazulnak (2012)
- Comedy Bang! Bang! (2012-2016)
- Turbó (2013)
- Hollywoodba jöttem (2013)
- Ron Burgundy: A legenda folytatódik (2013)
- Tömény történelem (2013-2019)
- Rick és Morty (2013-2022)
- Tom és Jerry-show (2014)
- Glee – Sztárok leszünk! (2014)
- Rebecca bírónő (2014)
- TripTank (2014-2016)
- Brooklyn 99 – Nemszázas körzet (2015)
- Penn Zero, a félállású hős (2015)
- Kúria (2015)
- Hotel Transylvania 2. – Ahol még mindig szörnyen jó (2015)
- Csak lazán, Scooby-Doo! (2015)
- Nevetséges hatos (2015)
- Lánytesók (2015)
- Croodék hajnala (2015-2016)
- The Mr. Peabody & Sherman Show (2015-2017)
- Nature Cat (2015-2019)
- Szófia hercegnő (2016)
- Amynek áll a világ (2016)
- Bob burgerfalodája (2016)
- Elena, Avalor hercegnője (2016-2020)
- Amerikai fater (2016-2021)
- Szamuráj Jack (2017)
- Feketék Fehéren (2017)
- "A megtörhetetlen Kimmy Schmidt" (2017)
- A nemek harca (2017)
- Láng és a szuperverdák (2018)
- A partiállat (2018)
- Hotel Transylvania 3. – Szörnyen rémes vakáció (2018)
- Libabőr 2. – Hullajó Halloween (2018)
- Happy Together (2018-2019)
- Az utolsó nevetés (2019)
- Csodatévők (2019)
- Pénzmosó (2019)
- A Goldberg család (2019-2020)
- Will és Grace (2019-2020)
- Archibald's Next Big Thing (2019-2020)
- Bless the Harts (2019-2020)
- Family Guy (2019-2021)
- A megtörhetetlen Kimmy Schmidt: Kimmy kontra a tiszteletes (2020)
- Majdnem (2020)
- A Simpson család (2020)
- 'Ohana: Az igazi kincs nyomában (2021)
- Űrkutyák (2021)